# Gynnidomorpha vectisana
Gynnidomorpha vectisana es una especie de polilla tortrícida perteneciente a la tribu Cochylini, de la subfamilia Tortricinae, orden Lepidoptera. Fue descrita científicamente por Henry Noel Humphreys y John Obadiah Westwood en 1845.
Cuenta con una envergadura de 9-12 mm. Suele ser encontrada en brezales húmedos, marismas de agua dulce y zonas costeras.

## Distribución
Se distribuye por Europa, en Suecia, Dinamarca, Estonia, Finlandia, Países Bajos, Polonia, Noruega e Inglaterra.